# Weißkarkogel
De Weißkarkogel is een 2996 meter hoge bergtop in de Ötztaler Alpen in het Oostenrijkse Tirol.
De berg ligt in de Weißkar, een kaar net ten oosten van de Mittelbergferner en ten westen van het Venter Tal in de Weißkam, geflankeerd door onder andere de 3407 meter hoge Weißer Kogel. Op de flanken van de berg liggen de morenen van de gletsjer Weißkarferner, waarvan nog meer resten op de flanken van de Weißer Kogel liggen en die via de Weißkarbach en de Venter Ache naar de Ötztaler Ache ontwatert.